# فرانك كوربرسهوك
فرانك كوربرسهوك (بالهولندية: Frank Korpershoek)‏ هو لاعب كرة قدم هولندي في مركز الوسط، ولد في 29 أكتوبر 1984 في هيمستيده في هولندا. لعب مع نادي تلستار ‏.